# Dimitrios Vikelas

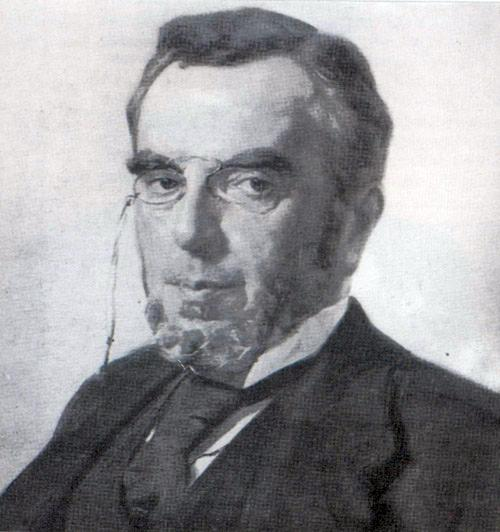
Dimitrios Vikelas

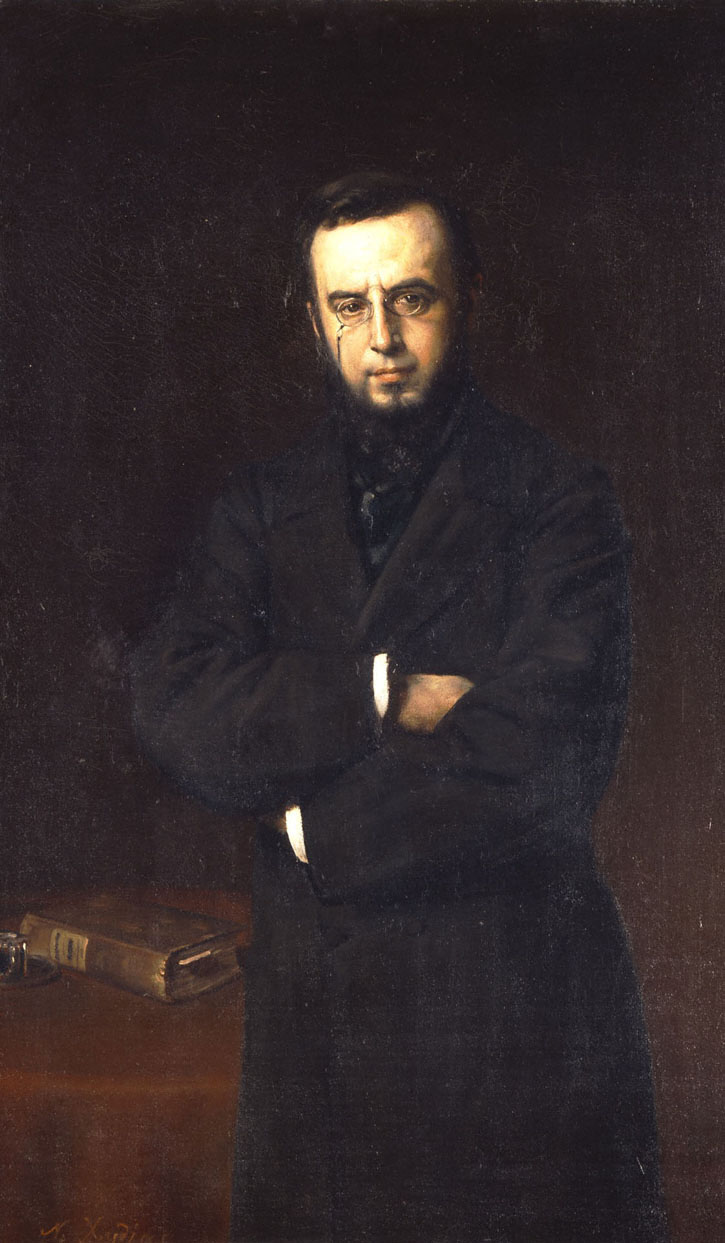
Porträt von Vikelas, gemalt von Nikolaos Xydias Typaldos (1870)

Dimitrios Vikelas (griechisch Δημήτριος Βικέλας, oft Demetrios Vikelas transkribiert, * 15. Februar 1835 in Ermoupolis, Syros; † 20. Juli 1908 in Athen) war ein griechischer Geschäftsmann und Literat. Bedeutend ist sein Wirken als erster Präsident des Internationalen Olympischen Komitees von 1894 bis 1896.

## Leben
Vikelas entstammte einer griechischen Kaufmannsfamilie. Nach nur wenigen Schuljahren wurde er in das Großhandelsgeschäft seines Vaters eingeführt. Nebenbei musste er die französische und englische Sprache erlernen. Mit 17 Jahren wurde er nach London geschickt, wo er im Geschäft seiner zwei Onkel als Buchhalter im Kontor arbeitete. In seiner Freizeit entdeckte er sein literarisches Talent, schrieb eigene Gedichte und nahm Übersetzungen in die griechische Sprache vor.
Im Alter von 22 Jahren trat Vikelas als Gesellschafter in das Unternehmen seiner Onkel ein und verschaffte sich dadurch eine sichere Lebensgrundlage. 1866 heiratete er Kalliopi Geralopoulou, die Tochter eines griechischen Großhändlers, die 12 Jahre älter war als Vikelas. Die zunehmende Verschlechterung der allgemeinen Wirtschaftslage veranlasste ihn dazu, 1876 die Auflösung des Unternehmens vorzunehmen. Mit den Erträgen verfügte er über ein stattliches Vermögen, das ihm ein angenehmes Leben ohne Erwerbsarbeit ermöglichte.
Vikelas, der nie eine formelle höhere Schulbildung erworben hatte, war vielseitig interessiert und besuchte während seiner Zeit als Geschäftsmann diverse Veranstaltungen der Londoner Universität. Auch seine Neigung zur Literatur hatte er nicht verloren. Er veröffentlichte eine Sammlung eigener Gedichte und schrieb Artikel für Zeitschriften, die sich mit den unterschiedlichsten Themen beschäftigten. Sein vordringliches Streben galt jedoch der Verbesserung der Lage und des Ansehens seines Heimatlandes. Griechenland war zu jener Zeit in Gefahr von den gegenseitigen Interessen verschiedener europäischer Mächte ausgespielt zu werden, die Propaganda schreckte vor Griechenfeindlichkeit nicht zurück.
Eine schwere psychische Erkrankung seiner Frau erforderte einen Umzug nach Paris, wo sie die notwendige ärztliche Versorgung erhielt. Hier fand Vikelas geeignete Voraussetzungen für die Umsetzung seiner Neigungen und Anliegen. Als Schriftsteller erhielt er mit den Übersetzungen aller wichtigen Werke von Shakespeare ins Neugriechische große Anerkennung. Er veröffentlichte eigene Erzählungen, die er persönlich in elf Sprachen übersetzte. Außerdem veröffentlichte er kleine Broschüren, die Reiseberichten über sein Heimatland ähnelten, und mit denen er Aufmerksamkeit für den griechischen Fremdenverkehr erzielte. 1879 wurde Vikelas ins Direktorium der Gesellschaft zur Förderung der Griechenlandstudien in Frankreich berufen. Diese mit häufigen Auslandsreisen verbundene Tätigkeit bot ihm verstärkt die Möglichkeit, das Ansehen Griechenlands zu verbessern.
Ein anderes Interesse Vikelas galt der Volksbildung, eine Neigung, die er mit seinem späteren Wegbegleiter, Pierre de Coubertin, teilte. Die im Tagebuch eines Volkserziehers veröffentlichten Ideen machten Vikelas nun auch in Griechenland zu einer anerkannten Persönlichkeit. 1887 ernannte man ihn zum Mitglied der griechischen Schulbuchkommission.
Im Januar 1894 verschickte Pierre de Coubertin Einladungen für einen Sportkongress in Paris, der später als erster Olympischer Kongress in die Geschichte eingehen sollte. Eine Einladung ging an den Athener Panhellenischen Gymnastclub. Hier zeigte man sich wenig interessiert, die weite Reise nach Paris anzutreten. Man erinnerte sich an den in Paris ansässigen Vikelas, um den Verein zu vertreten. Vikelas war bis dahin mit Sport wenig in Berührung gekommen, sah aber hier eine Gelegenheit, seiner Heimat einen Dienst zu erweisen, auch wenn es auch nur um ein für Vikelas anfangs unbedeutendes Thema ging.
Vikelas wurde zu seiner Überraschung beim Kongress in Paris sogar der Vorsitz der Kommission übertragen, die sich mit der Möglichkeit der Wiederherstellung der Olympischen Spiele beschäftigte. Während des Kongresses machte er dann den Vorschlag, Athen als Austragungsort für die ersten Olympischen Spiele vorzusehen. Dies überzeugte die Mehrzahl der Kommissionsmitglieder und setzte sich damit gegen die Absicht Pierre de Coubertins durch, die ersten Spiele 1900 in Paris durchzuführen.
In dem von de Coubertin nominierten und vom Kongress bestätigten Internationalen Olympischen Komitee sollte Vikelas die Präsidentschaft übernehmen, dies deckte sich mit den anfänglichen Statuten des IOCs, die vorsahen, dass der Präsident aus dem Land kommen solle, in dem die Olympischen Spiele stattfinden.
Im Oktober 1894 starb Vikelas’ Frau. Aufopferungsvoll widmete er sich nun seiner neuen Aufgabe, dabei hatte er auch in seinem Heimatland mit großen Widerständen zu kämpfen. Die enormen Kosten bedeuteten eine enorme Kraftanstrengung für das kleine Land, zeitweise zweifelte die Regierung an, die finanzielle Last von Spielen dieser Dimension tragen zu können. Die Überzeugungsfähigkeit von Vikelas und sein Beharren führte so weit, dass die Entscheidung für oder gegen die Olympischen Spiele zu einer Frage von nationaler Wichtigkeit wurde, die sogar mit dazu beitrug, eine Regierungskrise in Griechenland auszulösen. Nachdem schließlich im Januar 1895 die amtierende Regierung zurückgetreten war, wurde der Weg frei für die Befürworter der Olympischen Spiele.
Die Organisation und Durchführung der Olympischen Spiele 1896 überließ Vikelas einem eigens hierfür eingerichteten Komitee. Er selbst reiste erst kurz vor Beginn der Spiele aus Paris nach Athen an, übernahm die Leitung diverser Sitzungen des IOCs und beobachtete die Spiele als Zuschauer und Ehrengast.
Als nach dem großen Erfolg der Spiele 1896 in Griechenland die Forderung aufkam, die Olympischen Spiele ständig in Athen auszutragen, war es Vikelas, der den Kompromiss vorschlug, die Spiele im Wechsel alle zwei Jahre in Athen und in einer anderen Metropole der Welt zu veranstalten. Dieser Kompromiss wurde nur einmal verwirklicht, 1906 bei den Olympischen Zwischenspielen in Athen.
1897 sah Vikelas seinen Einsatz für die olympische Bewegung als beendet an. Die olympische Idee hatte sich etabliert und er hatte gleichzeitig seinem Heimatland einen Dienst erwiesen. Er trat von seiner Mitgliedschaft im IOC zurück, in der Absicht, sich anderen Aufgaben seines Vaterlandes zu widmen, mit denen er, nunmehr in Athen lebend, sehr viel stärker in Kontakt kam. Besonderes Augenmerk legte er hierbei auf das Erziehungs- und Bildungswesen.
Vikelas erhielt zu Lebzeiten eine Reihe von Ehrentiteln und Auszeichnungen. So wurde ihm von der schottischen Universität St. Andrews der Titel Dr. jur. h.c. verliehen, erhielt er das Komturkreuz des Königlichen Griechischen Erlöserordens, war Träger des dänischen Dannebrogordens und wurde zum Offizier der französischen Ehrenlegion ernannt.

## Literarische Werke (Auswahl)
- Erzählungen von den Ägäischen Inseln (Reclams Universal-Bibliothek 4795)
- Lukis Laras. Eine Erzählung aus den griechischen Freiheitskriegen (Reclams Universal-Bibliothek 1968/1969)